# Notodontídeos
Notodontídeos (Notodontidae) é uma família de insectos da ordem Lepidoptera.

## Géneros
- Afilia
- Antheua
- Antimima
- Antithemerastis
- Astylis
- Cardiga
- Cascera
- Commonia
- Datana - Phaleridae?
- Destolmia
- Didugua
- Ecnomodes
- Elymiotis
- Euhyparpax
- Farigia
- Gallaba
- Gargettiana
- Hippia
- Hobartina
- Hylaeora
- Hyparpax
- Lasioceros
- Lirimiris
- Litodonta
- Lochmaeus
- Macrurocampa
- Medanella
- Misogada
- Nadata - Notodontidae?
- Neola
- Notela
- Notodontella
- Oligocentria
- Omichlis
- Ortholomia
- Paracerura
- Paradestolmia
- Pentobesa
- Pheraspis
- Pheressaces
- Polychoa
- Praeschausia
- Psalidostetha
- Pseudhapigia
- Pseudoteleclita
- Resomera
- Resto
- Rodneya
- Sagamora
- Schizura
- Scrancia
- Scythrophanes
- Skewesia
- Sorama
- Sphetta
- Symmerista
- Theroa
- Tifama
- Timoraca
- Ursia